# Tenue de livre

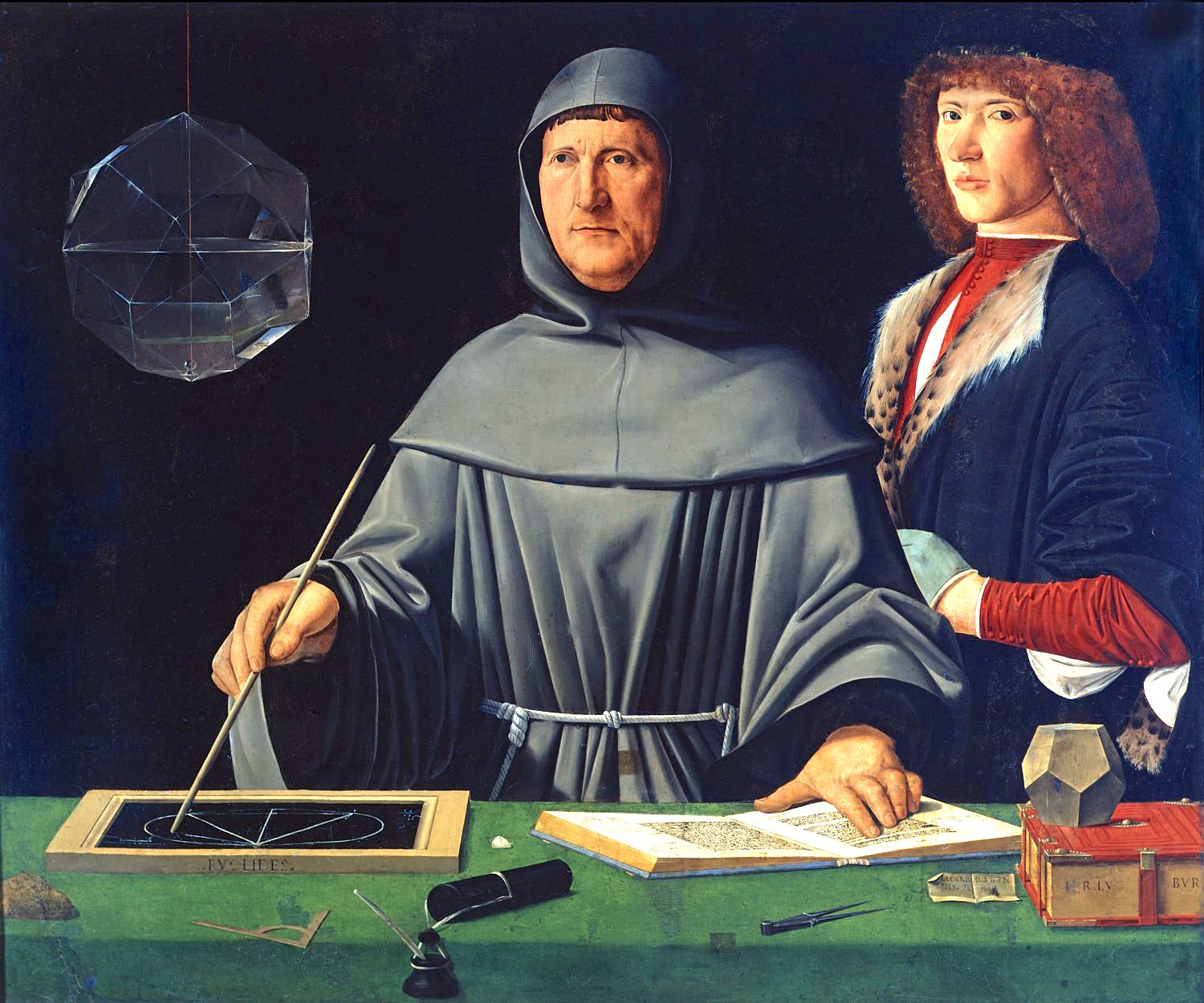
Portrait de l'Italien Luca Pacioli, peint par Jacopo de' Barbari, 1495, (Museo di Capodimonte). Pacioli est considéré comme le père de la comptabilité.

La tenue de livre est l'enregistrement des transactions financières et fait partie du processus connu de comptabilité dans les entreprises et autres organisations. Elle implique la préparation de documents sources et de pièces justificatives pour toutes les transactions, opérations et autres événements qui surviennent dans une entreprise. Les transactions comprennent les achats, les ventes, les recettes et les paiements effectués par une personne physique ou une organisation/société. Il existe plusieurs méthodes standard de comptabilité, notamment les systèmes de comptabilité en partie simple, et en partie double. Bien que ces systèmes puissent être considérés comme de la « vraie » comptabilité, tout processus d'enregistrement des transactions financières est un processus de comptabilité.
La personne engagée par une organisation pour effectuer des tâches de comptabilité est généralement appelée le commis-comptable (ou secrétaire-comptable). En règle générale, il enregistre chaque transaction financière, qu'elle soit au comptant ou au crédit, dans le journal comptable approprié (livre de petite caisse, grand livre des fournisseurs, grand livre des clients, etc.) Un comptable ultérieur peut alors produire des états financiers à partir des écritures du commis-comptable. Le commis-comptable amène les comptes au stade de la balance de vérification, à partir de laquelle un comptable peut produire des états financiers, tels que l'état de résultat et le bilan, pour l'organisation.

## Histoire
L'origine de la comptabilité se perd dans l'obscurité, mais des recherches récentes indiquent que des systèmes de comptabilité existent depuis les premiers jours de la civilisation urbaine. On a découvert des registres écrits avec des stylets sur de minuscules plaques d'argile et datés de 2600 avant J.-C.. En Mésopotamie, les comptables tenaient des registres sur des documents d'argile dont l'âge pourrait remonter à 7 000 ans. En 1494, Luca Pacioli a décrit l'utilisation du système moderne de comptabilité à double entrée.
Dans l'Amérique coloniale, le terme waste book désignait la documentation des transactions quotidiennes de recettes et de dépenses. Les registres étaient créés dans l'ordre chronologique et pour un usage temporaire seulement. Le waste book était jeté après que les enregistrements quotidiens aient été transférés dans un livre journalier ou un grand livre de comptes pour équilibrer les livres et créer un journal permanent, d'où le nom.

## Processus
L'objectif premier de la tenue de livre est d'enregistrer les répercussions financières des transactions. Le délai entre l'enregistrement d'une transaction financière et sa comptabilisation sur le compte concerné est une distinction importante entre les systèmes comptables manuels et électroniques. Ce délai, qui n'existe pas dans les systèmes de comptabilité électronique en raison de l'enregistrement quasi instantané sur les comptes concernés, est typique des systèmes de comptabilité manuelle et a conduit au développement des principaux livres de comptes - livre de caisse, livre des achats, livre des ventes, etc.
Dans le cours normal des affaires, un document est généré pour chaque transaction. En règle générale, les ventes et les transactions donnent lieu à des factures ou à des reçus. Lorsque des paiements (dépôts) sont effectués sur un compte bancaire, des reçus de dépôt sont générés. Les chèques sont utilisés pour retirer des fonds d'un compte. La comptabilité commence par la saisie des informations de chaque document source dans des journaux à plusieurs colonnes (également appelés livres de première entrée ou livres journaliers). Par exemple, toutes les ventes à crédit sont documentées dans le journal des ventes, tandis que tous les paiements au comptant sont enregistrés dans le journal des paiements au comptant. En règle générale, chaque colonne d'un journal correspond à un compte particulier. Le mécanisme d'enregistrement unique ne permet d'enregistrer chaque transaction qu'une seule fois. La majorité des personnes qui rapprochent leur chéquier chaque mois utilisent ce système, et la majorité des logiciels de gestion des finances personnelles utilisent également cette méthode.
Chaque colonne de chaque journal est totalisée à la fin d'une période donnée, généralement un mois, afin de fournir un résumé pour cette période. Selon les principes de la comptabilité en partie double, ces récapitulatifs sont ensuite transmis au grand livre ou au livre comptable. Par exemple, sur la base des entrées du journal des ventes, une écriture de débit est passée sur le compte de chaque client (indiquant que le client nous doit maintenant de l'argent) et une écriture de crédit est passée sur le compte « Vente de gadgets de classe 2 » (indiquant que cette activité a généré des recettes). La comptabilisation fait référence à la procédure de transmission des résumés ou des transactions individuelles au grand livre. Les comptes tenus selon le format « T » (débits à gauche du « T » et crédits à droite) subissent l'équilibrage, qui est le processus de détermination du solde du compte, une fois que le processus de publication est terminé.
Un document appelé balance générale non ajustée est établi à titre de vérification préliminaire du processus de comptabilisation. Il s'agit d'une liste simple à trois colonnes. La première colonne contient les noms des comptes du grand livre dont le solde est supérieur à zéro. Si un compte a un solde débiteur, le montant du solde est copié dans la deuxième colonne (colonne débit) ; sinon, il est copié dans la troisième colonne (colonne crédit). La colonne débit est ensuite totalisée, suivie de la colonne crédit. Selon les critères de la comptabilité en partie double, chaque fois qu'il y a une écriture, les débits de l'écriture doivent être égaux aux crédits de l'écriture. Il ne s'agit pas d'une coïncidence. Si les deux sommes ne correspondent pas, une erreur s'est produite soit dans les journaux, soit dans le processus de comptabilisation. Avant de poursuivre le traitement, l'erreur doit être identifiée et corrigée, et les totaux de la colonne débit et de la colonne crédit doivent être recalculés pour garantir la concordance.
Une fois les comptes rapprochés, le comptable procède à un certain nombre de modifications et modifie les soldes de certains comptes. Ces modifications doivent toujours respecter la règle de la partie double ; par exemple, le compte de stock et le compte d'actif peuvent être modifiés pour refléter les quantités réelles dénombrées lors d'un inventaire. Simultanément, le compte de charges associé à l'utilisation des stocks est ajusté du même montant. À ce stade, d'autres ajustements, tels que la comptabilisation des amortissements et des paiements anticipés, sont également effectués. Il en résulte une liste appelée balance de vérification ajustée. Ces comptes et leurs soldes débiteurs ou créditeurs sont utilisés dans la préparation des états financiers.
Finalement, les états financiers sont généralement produits à partir de la balance générale, qui peuvent inclure :
- l'état résultats, également appelé « état des résultats financiers », « compte de profits et pertes » ou « P&L »
- le bilan, également appelé « état de la situation financière »
- le tableau des flux de trésorerie
- l'état des capitaux propres, également connu sous le nom « d'état du total des gains et des pertes comptabilisés »

### Système en partie simple
Le principal document comptable de la tenue de livre en partie simple est le livre de caisse, qui ressemble à un registre de compte courant, à ceci près que toutes les entrées sont affectées à divers comptes de recettes et de dépenses. Il existe des comptes distincts pour la petite caisse, les comptes créditeurs et les comptes débiteurs, ainsi que pour les stocks et les frais de déplacement. La tenue de livre en partie simple peut être réalisée à l'aide d'un logiciel de comptabilité à faire soi-même afin de gagner du temps et d'éviter les erreurs de calcul manuel.

### Système en partie double
Un système de tenue de livre en partie double est un ensemble de principes pour l'enregistrement d'informations financières dans un système comptable dans lequel chaque transaction ou événement affecte au moins deux comptes nominaux.

## Journal quotidien
Un journal quotidien est un registre descriptif et chronologique (semblable à un journal intime) des transactions financières quotidiennes, également connu sous le nom de livre des écritures d'origine. Pour faciliter l'enregistrement dans les grands livres, les détails du livre journal doivent être formellement enregistrés dans des journaux. Les journaux quotidiens comprennent :
- Journal des ventes, pour l'enregistrement des factures de vente ;
- Journal des crédits de vente, pour l'enregistrement des notes de crédit ;
- Journal des achats, pour l'enregistrement des factures d'achat ;
- Journal des débits d'achats, pour l'enregistrement des notes de débit d'achats ;
- Journal de caisse, généralement appelé livre de caisse, pour enregistrer toutes les sommes reçues et toutes les sommes versées. Il peut être divisé en deux journaux : un journal des reçus documentant chaque montant d'argent reçu et un journal des paiements enregistrant chaque paiement effectué ;
- Journal général, pour enregistrer les entrées de journal.

## Livre de petite caisse
Un petit caissier tient le livre de petite caisse, qui enregistre les achats de faible valeur avant qu'ils ne soient transmis au grand livre et aux comptes finaux. Cette forme de livre de caisse utilise généralement le système de la régie d'avance : le caissier principal fournit une certaine quantité d'argent au petit caissier. Cet argent doit être utilisé pour des dépenses mineures (hospitalité, petite papeterie, affranchissement occasionnel, etc.) et est remboursé périodiquement sur présentation d'une explication satisfaisante de la manière dont il a été dépensé. Le solde du livre de petite caisse est classé à l'actif.

## Journaux
Les écritures sont consignées dans le livre-journal. Un journal est un enregistrement formel et chronologique des transactions financières avant que leurs valeurs monétaires ne soient enregistrées dans le grand livre. Une entreprise peut tenir un journal pour toutes les transactions ou plusieurs journaux basés sur des activités similaires (par exemple, ventes, encaissements, recettes, etc.), ce qui permet de résumer plus facilement les transactions et de s'y référer à l'avenir. Pour que l'équation comptable soit équilibrée, chaque écriture de débit doit être accompagnée d'une écriture de crédit équivalente,.

## Grands livres
Un grand livre est un enregistrement comptable. Le grand livre est un résumé permanent de toutes les quantités enregistrées dans les journaux, qui détaillent les transactions individuelles par date. Ces comptes sont enregistrés séparément et leurs soldes d'ouverture et de clôture sont indiqués. Un journal présente les opérations financières dans l'ordre chronologique, en omettant leurs soldes mais en indiquant le montant qui sera imputé à chaque compte. Chaque transaction financière du journal est enregistrée dans le compte correspondant du grand livre. En outre, le grand livre fait le total de chaque compte, qui est ensuite transmis au bilan et au compte de résultat. Il existe deux types distincts de grands livres utilisés pour la comptabilité :
- Le grand livre des ventes, qui traite principalement du compte des comptes clients. Ce grand livre comprend les enregistrements des transactions financières effectuées par les clients avec l'entreprise.
- Le registre des achats est l'enregistrement des transactions d'achat effectuées par une entreprise. il va de pair avec le compte des comptes fournisseurs.

## Plan comptable
Un plan comptable est une liste de codes comptables identifiables par des codes numériques, alphabétiques ou alphanumériques permettant de localiser le compte dans le grand livre. La partie capitaux propres du plan comptable repose sur le fait que la structure juridique de l'entité est d'un type juridique particulier.

## Comptabilité informatisée
La comptabilité informatisée élimine une grande partie des « livres » papier utilisés pour enregistrer les transactions financières d'une entité commerciale ; à la place, on utilise aujourd'hui des bases de données relationnelles ; cependant, ces bases de données adhèrent toujours aux normes comptables de la comptabilité en partie simple et en partie double. Les experts-comptables supervisent les contrôles internes des systèmes comptables informatisés, qui servent à minimiser les erreurs dans la documentation de la pléthore d'activités qu'une entité commerciale peut entreprendre ou terminer au cours d'une période comptable.
- Comptabilité ;
- Comparatif des logiciels de comptabilité ;
- Système de point de vente : enregistre les ventes et met à jour les niveaux de stock ;
- Associations de comptables.